# ILLIAC
ILLIAC (Illinois Automatic Computer) ist der Name einer Reihe von Großrechnern, die zwischen 1951 und 1974 gebaut wurden und ihren Namen von der University of Illinois haben, wo der erste Computer der Reihe gebaut wurde.

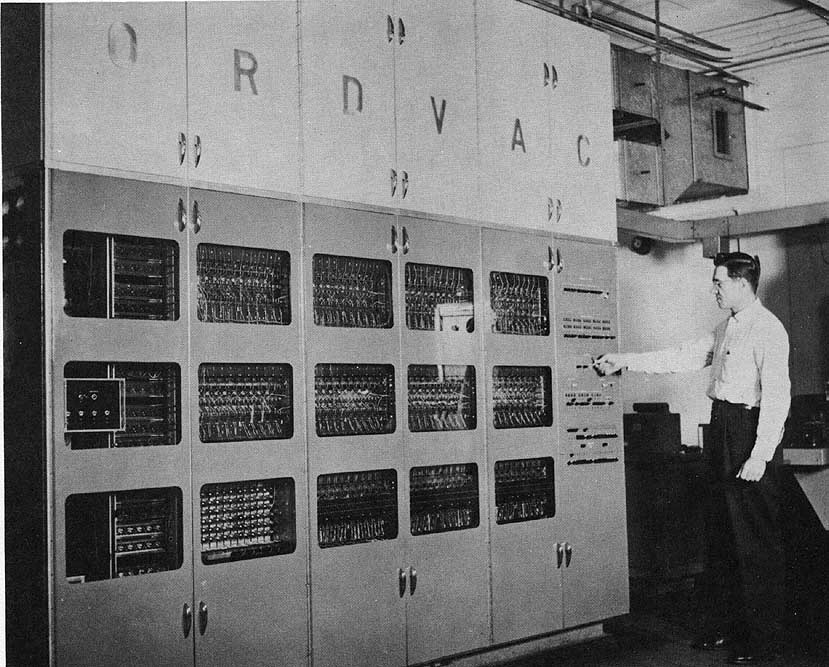
ORDVAC

Ende der 1940er Jahre erfolgten wie auch an vielen anderen Orten der USA an der University of Illinois Entwicklungsarbeiten für Computer nach dem von John von Neumann und anderen vorgelegten Konzept (First Draft Report on the EDVAC, 1945, Von-Neumann-Architektur). Das Ergebnis war die ORDVAC, die 1951 an das Ballistik-Forschungszentrum der US-Armee im Aberdeen Proving Ground ausgeliefert wurde. Daraufhin erfolgte der Auftrag für einen weiteren Rechner, die Illiac I, die im September 1952 in Betrieb ging und der erste Rechner mit Von-Neumann-Architektur an einer US-amerikanischen Universität war. Die Leitung des Entwicklungslabors an der University of Illinois hatte Nathan M. Newmark.
Die Illiac I folgte demselben Design wie die ORDVAC, hatte 2800 Elektronenröhren und einen Trommelspeicher. Sie war bis 1963 in Betrieb. 
1962 ging der Nachfolger, die Illiac II in Betrieb, die voll transistorisiert war und eine Pipeline-Architektur hatte. Die Entwurfsarbeiten begannen 1958, einer der Computer-Architekten war Donald B. Gillies, der den Computer auch zur Suche nach Mersenne-Primzahlen benutzte und damals damit einen Primzahlrekord aufstellte.

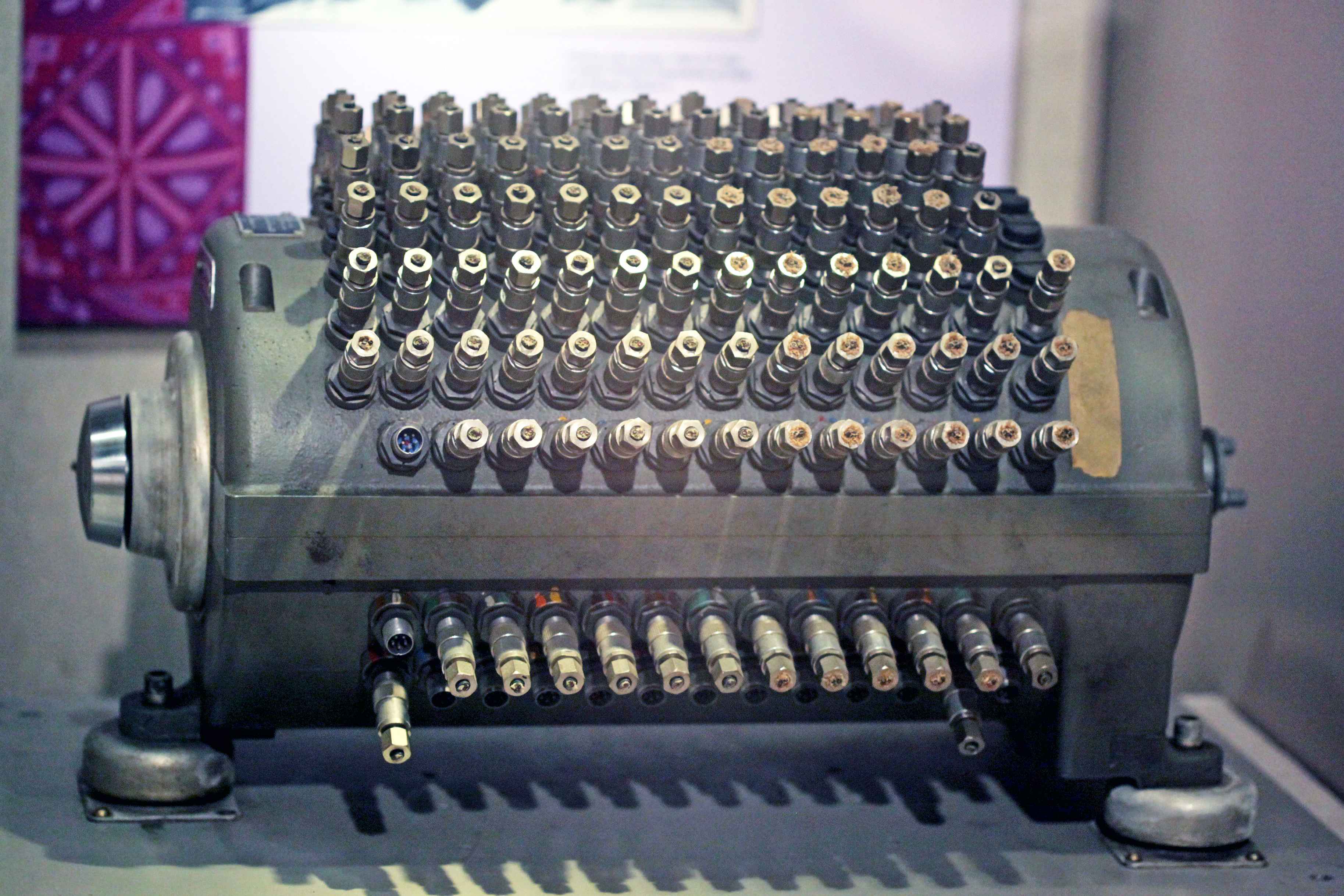
ILLIAC I Speichertrommel

Die Illiac III war ein SIMD-Computer speziell für die Bildverarbeitung, zunächst von Blasenkammer-Aufnahmen, dann in der Biologie. Sie ging 1966 in Betrieb, wurde aber schon 1968 durch ein Feuer zerstört.
Die Illiac IV war einer der ersten Parallelrechner. Er war vom Vektorprozessor-Typ mit bis zu 256 Prozessoren. Die Entwicklungsarbeiten dauerten über 10 Jahre, und als der Computer 1976 fertig wurde, war er von der technischen Entwicklung überholt (Cray-1-Supercomputer). Die Illiac IV entstand aus dem Solomon Projekt bei Westinghouse, dessen Chefdesigner David Slotnick nach dem Ende des Projekts zu Burroughs ging und die Entwicklung in Zusammenarbeit mit der University of Illinois anstieß. Nach ersten Entwürfen 1966 kam es mehrfach zu Verzögerungen, unter anderem durch Studentenunruhen Ende der 1960er Jahre, die 1970 eine Verlagerung des Entwicklungszentrums nach Moffett Field in Kalifornien (Ames Research Center der NASA) erforderten. Danach gab es Probleme mit der Zuverlässigkeit, so dass der Computer auch nach der offiziellen Fertigstellung 1972 erst ab 1975 voll funktionstüchtig war. Bis etwa 1981 war sie für die speziellen, gut parallelisierbaren Hydrodynamik-Probleme, für die sie bei der NASA eingesetzt wurde, der schnellste Rechner der Welt. 1982 ging sie außer Betrieb. Burroughs verwendete die Technologie noch in ihrem Parallel Element Processing Ensemble (PEPE) für das US-Verteidigungsministerium, das im Ernstfall die Bahnen auf die USA abgefeuerter ICBMs berechnen sollte. Die Erfahrungen mit der Illiac IV beeinflussten die frühe Parallelrechner-Forschung. Der Illiac IV war auch der erste Computer, in dem der Speicher nur aus Halbleiterbauelementen bestand.

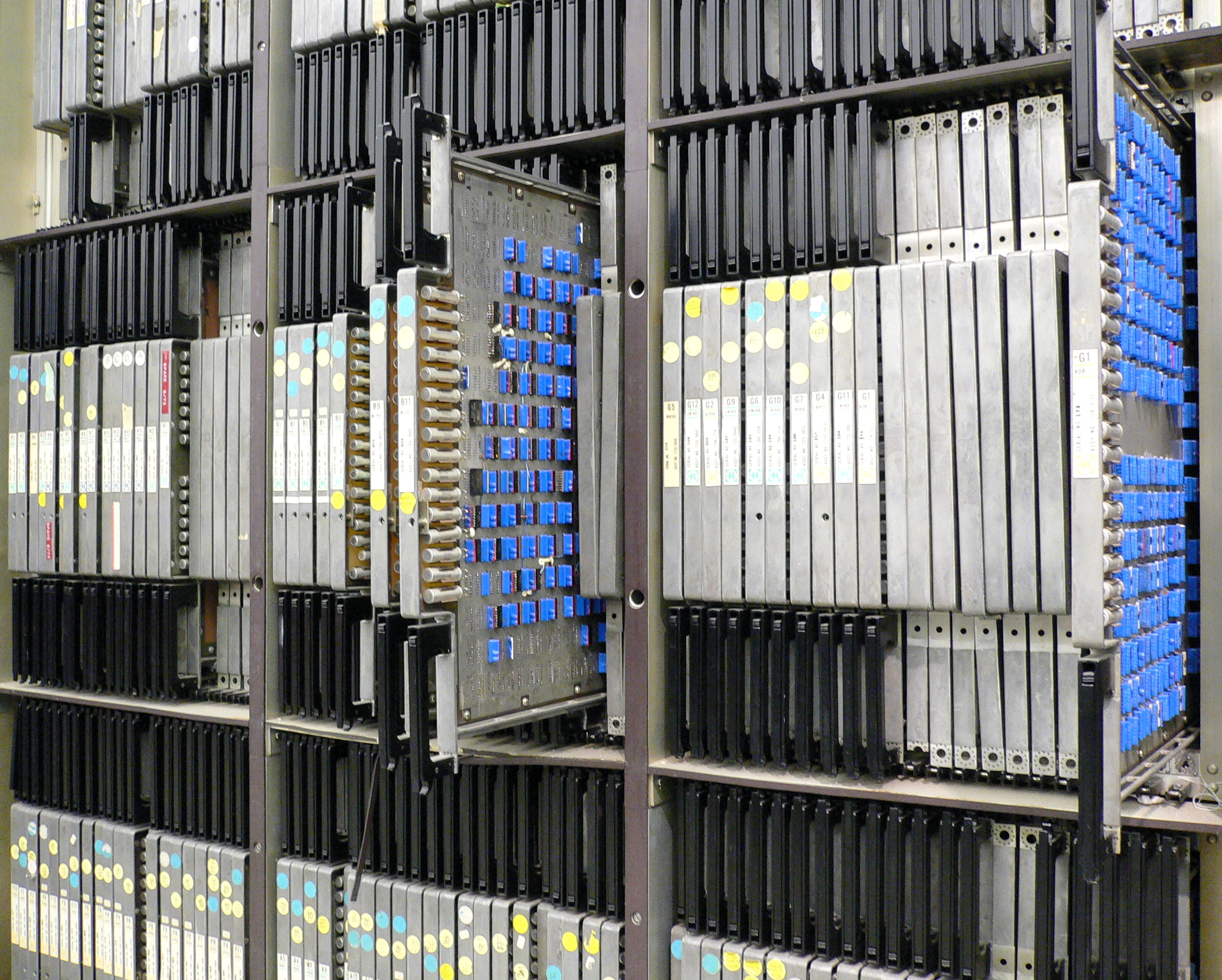
ILLIAC IV

Auch danach wurden verschiedene Supercomputerprojekte der University of Illinois mit dem Namen ILLIAC versehen, zum Beispiel das CEDAR Projekt von David Kuck, ein 1988 fertiggestelltes Symmetrisches Multiprozessorsystem (gelegentlich ILLIAC V genannt), der ILLIAC 6 von 2005 oder der Linux-Cluster Trusted Illiac von 2006.